# Paulinerkloster (Braunschweig)

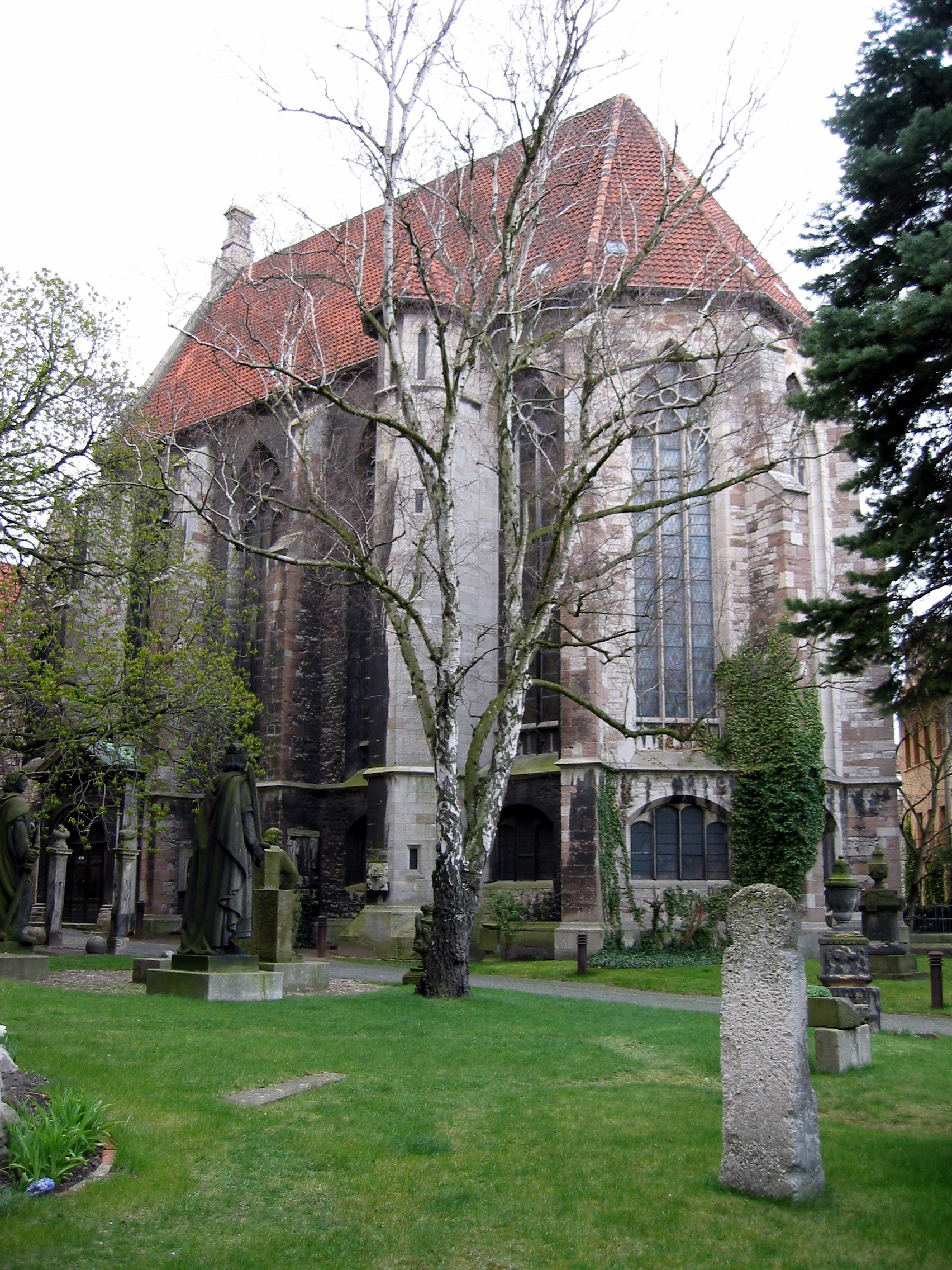
Der Chor der ehem. Paulinerkirche in Braunschweig

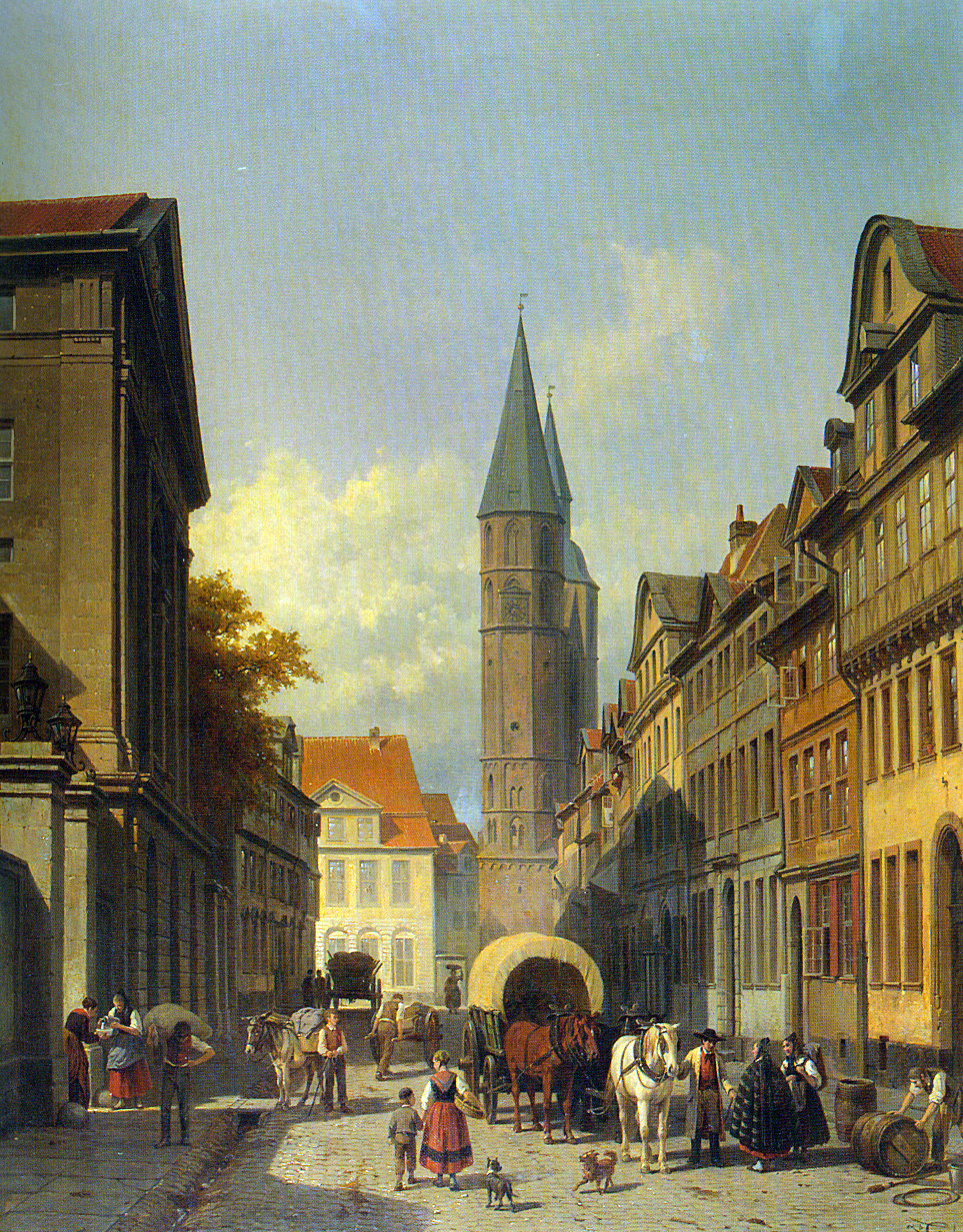
Die Ostfassade des Paulinerklosters, links im Bild, auf einem Gemälde von Jacques Carabain

Das Paulinerkloster in Braunschweig wurde im 14. Jahrhundert errichtet und war bis zur Reformation Sitz der seit 1294 in der Stadt nachweisbaren Dominikaner. Der Bau diente vom Beginn des 18. Jahrhunderts bis 1867 als Zeughaus, später als Museum und wurde 1903 abgerissen. Erhalten ist der 1906 zur Aegidienkirche versetzte „Paulinerchor“.

## Bau- und Nutzungsgeschichte

### Klostergründung gegen städtischen Widerstand
Im Jahre 1294 erhielten die in Braunschweig auch als Predigerbrüder oder „Pauliner“ bezeichneten Dominikaner auf Fürsprache König Adolfs von Nassau von Herzog Albrecht II. die Erlaubnis zum Bau eines Klosters in der Stadt.
Widerstand bestand seitens des Rates und des städtischen Klerus, der die Bettelorden der Dominikaner und Franziskaner als Konkurrenz ansah.
Die Dominikaner erwarben dann am 13. August 1307 vom herzoglichen Truchsess Jordanus ein Grundstück am Bohlweg. Das Grundstück befand sich gegenüber der Burg Dankwarderode, im Süden der Hagenstadt und östlich der Oker. Das neue Kloster befand sich damit in der Diözese Halberstadt. Die Dominikaner übernahmen einen Adelshof mit einer bereits bestehenden Kapelle. Man kann also davon ausgehen, dass die Mönche ab 1307 bereits in Braunschweig gewirkt haben.
Die Pauliner wurden von Herzog Albrecht II. in einer für die Bettelorden unüblichen sehr zentralen Lage und umgeben von Herrenhäusern angesiedelt. Ähnlich verfuhr er 1304 bei der Ansiedlung der Dominikaner in Göttingen. Die Gründungen der beiden Klöster können als politische Strategie Herzog Albrechts II. interpretiert werden. Er versuchte durch religiöse Präsenz in den Bürgerstädten Kontaktleute unter den Bürgern der Stadt zu finden, um so seinen für die Landesherrschaft wichtigen Einfluss auf die Städte zu erhalten und auszuweiten.
Zur Absicherung des Klosterbaus besuchte der bedeutende Theologe Meister Eckhart, damaliger Provinzial der Ordensprovinz Saxonia, am 23. Juni 1309 die Stadt, konnte sich jedoch nicht gegen den Rat durchsetzen. Dies ist im städtischen Degedingebuch in niederdeutscher Sprache überliefert:

„Brodher Eckehart dhe provincial dhere paulere hefte redhet wedher dhen Rat, dhat alle dhingh stan schal umme ere bu hir, alset nu steyt. Keme och en bode uteme hove to Rome, dhaz se buwen mochten, se ne scolden nicht buwen van brucken edher ander dhing, dhat dhere stat schedelek were, se ne deden et mittes Rades willen. Dhar was over brodher Clavus, dhe prior to Hildensem, unde brodher Henrec, dhe prior van Halberstat. Actum anno domini  M CCC IX in vigilia beati Johannis baptiste.“

„Bruder Eckhart, der Provinzial der „Pauler“, hat dem Rat gegenüber zugesagt, dass alles um ihren Bau hier stehen [bleiben] soll, wie es jetzt steht. Käme auch ein Bote vom päpstlichen Hof [mit der Nachricht], dass sie [weiter] bauen könnten, so würden sie keine Brücken oder anderes bauen, was der Stadt schädlich wäre, es sei denn, sie täten es mit dem Willen des Rates. Als Zeugen waren zugegen Bruder Klaus, der Prior von Hildesheim, und Bruder Henrec, der Prior von Halberstadt. Vollzogen im Jahr des Herrn 1309 am Vorabend [des Tages] des seligen Johannes des Täufers.“

Der bestehende Widerstand gegen den nunmehr unterbrochenen Bau wurde erst durch die Genehmigung durch Papst Clemens V. vom 23. Januar 1310 überwunden. Im selben Jahr wurde das Paulinerkloster auf dem Generalkapitel der Dominikaner in Piacenza offiziell in die norddeutsche Ordensprovinz Saxonia innerhalb der Diözese Halberstadt aufgenommen. Wie die Franziskaner waren auch die Pauliner seelsorgerisch in der Stadt tätig, was 1319 in einem Lokalkonkordat geregelt wurde. Die Bettelmönche des Paulinerklosters sollten  die Privilegien des Fürstentums und der Stadt beachten und den regulären Kirchen keine Gläubigen „abziehen“. Gegenüber der bereits bestehenden Stadtgeistlichkeit, dem Stadtrat und den Bürgerschaften verpflichteten sich die Dominikaner, ihnen testamentarisch Vererbtes innerhalb eines Jahres zu verkaufen, nicht in der Zeit der täglich in den Pfarrkirchen gehaltenen Messen zu predigen und unter den Bürgersöhnen nicht für den Orden zu werben. Andererseits durften sie an Sonn- und Feiertagen predigen, wobei sie sich dabei mit den Franziskanern abwechseln mussten. 1319 ist erstmals ein Klosterkonvent unter einem Prior nachweisbar. Die Dominikaner betreuten auch die Schule der Katharinenkirche.

### Weihe 1343
Bischof Albrecht von Halberstadt, der Sohn Herzog Albrechts II., vollzog im Jahre 1343 die Weihe der in hochgotischen Formen errichteten Hallenkirche, deren Patrone der Apostel Paulus, Thomas von Aquin und weitere Heilige waren. Die Paulinerkirche wies einen ähnlichen Bauplan wie die etwas größere Brüdernkirche des Braunschweiger Franziskanerklosters auf. Die Kirche besaß 13 Altäre, darunter diejenigen verschiedener Gilden (1426 Tuchmacher, 1429 Goldschmiede, Gerber, Liebfrauengilde). Das Kloster wurde häufig in Testamenten bedacht, womit das Recht zur Bestattung auf dem Klosterfriedhof verbunden war. Die verschiedenen Gildenaltäre und die Nennung in Testamenten lassen darauf schließen, dass die Dominikaner in Braunschweig vielfältige und intensive Kontakte zu städtischen Korporationen und Gilden unterhielten. Am Kreuzgang wurde noch im Jahre 1438 gebaut. Bauliche Erneuerungen erfolgten zwischen 1501 und 1512. Die in dieser Zeit von Hans Witten geschaffene Kanzel befindet sich heute in der Aegidienkirche. Der Schlussstein des Westgiebels trug die Jahreszahl 1525.

### Reformationszeit
Nach Einführung der Reformation verließen die Dominikaner 1528 auf Weisung des Rates die Stadt. Ein Versuch zur Rückkehr misslang 1531. Die Dominikaner hielten ihr Versprechen ein, keinen weiteren Grundbesitz mehr erwerben zu wollen. Die Klosterbibliothek ging in städtischen Besitz über, wobei sich Reste noch in der Stadtbibliothek befinden. Der evangelische Gottesdienst wurde 1546 zeitweilig eingestellt, da die Kirche zur Aufnahme der Wolfenbütteler Geschütze bestimmt wurde. Kloster und Kirche wurden in der Folge auch zum Aufbewahren von Bauholz und Getreide genutzt. Der Klostergarten wurde 1570 von Herzogin Hedwig, der Frau Herzog Julius’ gekauft, wobei die Einkünfte dem Katharineum zufielen. Später fanden in der Kirche durch den Coadjutor des Stadtsuperintendenten wieder Gottesdienste statt, bis diese 1682 endeten und dem Coadjutor die Predigt an der Aegidienkirche übertragen wurde.

### Zeughaus und Museum
Anfang des 18. Jahrhunderts ließ Herzog Anton Ulrich das Paulinerkloster zum fürstlichen Zeughaus umbauen, so dass das vormalige städtische Zeughaus an der Brüdernkirche langsam verfiel. Die 1712 begonnenen Umbauarbeiten wurden 1735 mit der Errichtung der Prunkfront am Bohlweg durch J. G. von Möring vorläufig abgeschlossen. Das Giebelrelief mit den Initialen des 1735 verstorbenen Herzogs Ludwig Rudolf ist im Braunschweigischen Landesmuseum erhalten.
Unter Herzog Karl I. wurde der Umbau 1764 endgültig fertiggestellt. Dieser ließ im Südflügel die 1754 begründete Kunst- und Naturalienkammer, die Vorläufersammlung des heutigen Herzog Anton Ulrich-Museums, einrichten. Im Jahre 1902/03 wurde der ehemalige Klosterkomplex abgetragen, wobei der Chor und Teile der barocken Einfriedung an der Aegidienkirche als Bestandteil des Vaterländischen Museums, des heutigen Braunschweigischen Landesmuseums, wiedererrichtet wurden.
Am alten Klosterstandort entstand von 1909 bis 1913 nach Plänen von Ernst Wiehe ein Behördenhaus des Herzogtums Braunschweig. Es war bis 2004 Sitz der Braunschweiger Bezirksregierung und beherbergt aktuell (seit 2022) das Oberlandesgericht Braunschweig.

### Neubeginn 1951
Mit dem 1958 in der Brucknerstraße am Schnittpunkt von Hagen- und Rebenring errichteten Klosterneubau St. Albertus Magnus kehrten nach mehr als 400 Jahren die Dominikaner wieder nach Braunschweig zurück.